# Anna-Lena Friedsamová
Anna-Lena Friedsamová (nepřechýleně Friedsam, * 1. února 1994 Neuwied) je německá profesionální tenistka. Ve své dosavadní kariéře na okruhu WTA Tour vyhrála tři turnaje ve čtyřhře. K němu přidala jednu singlovou trofej v sérii WTA 125s. V rámci okruhu ITF získala třináct titulů ve dvouhře a tři ve čtyřhře.
Na žebříčku WTA byla ve dvouhře nejvýše klasifikována v srpnu 2016 na 45. místě a ve čtyřhře pak v září 2020 na 34. místě. Trénují ji Sasha Müller a Robert Orlik. Dříve tuto roli plnil Bijan Wardjawand.
V německém týmu Bille Jean King Cupu debutovala v roce 2020 kvalifikačním kolem proti Brazílii, v němž za rozhodnutého stavu vyhrála s Antonií Lottnerovou čtyřhru. Němky zvítězily 4:0 na zápasy a postoupily do úvodního ročníku finálového turnaje. Do listopadu 2022 v soutěži nastoupila ke čtyřem mezistátním utkáním s bilancí 0–0 ve dvouhře a 2–2 ve čtyřhře.
Německo reprezentovala na odložených Letních olympijských hrách 2020 v Tokiu, kde do ženské dvouhry obdržela pozvání od Mezinárodní tenisové federace. Po výhře nad Watsonovou ve druhém kole nestačila na Anastasiji Pavljučenkovovou. Spolu s Laurou Siegemundovou dohrály v úvodní fázi ženské čtyřhry na raketách Veroniky Kuděrmetovové a Jeleny Vesninové.

## Tenisová kariéra
S tenisem začala v šesti letech. V roce 2009 se stala juniorskou mistryní Německa. V sezóně 2011 debutovala na okruhu ITF. První tituly v této úrovni získala v roce 2012. Na mariborské události ITF Infond Open 2012 vybojovala premiérovou trofej s dotací 25 tisíc dolarů, která znamenala třetí singlový titul.
V sérii WTA 125s odehrála první finále na listopadovém OEC Taipei WTA Ladies Open 2013 v Tchaj-peji, kde po boku Alison Van Uytvanckové ve čtyřhře nestačily na dvojici Caroline Garciaová a Jaroslava Švedovová Turnajovou trofej si pak z této série odvezla z dvouhry zářijového Suzhou Ladies Open 2014, konaného v čínském Su-čou. V boji o titul hladce přehrála Číňanku Tuan Jing-jing.
Na French Open 2014 debutovala v hlavní soutěži grandslamu. V prvním kole však podlehla Švýcarce Stefanii Vögeleové. Dne 11. srpna 2014 poprvé v kariéře vystoupala do elitní světové stovky žebříčku WTA, když se posunula o jednu pozici na 100. místo. V sezóně 2014 se premiérově probojovala do semifinále turnaje WTA Tour, když jako kvalifikantka na Generali Ladies Linz 2014 vyřadila v úvodním kole turnajovou šestku Barboru Záhlavovou-Strýcovou. Do boje o titul ji nepustila sedmá nasazená a pozdější vítězka Karolína Plíšková po třísetovém průběhu. Čtyřikrát si v roce 2014 zahrála druhá kola.
V sezóně 2016 si poprvé zahrála semifinále dvouhry WTA na Shenzhen Open 2016, kde podlehla Agnieszce Radwańské. Následně se na Australian Open 2016 premiérově probojovala do osmifinále grandslamu. Během US Open 2016 eskalovaly její problémy s ramenem, kvůli nimž v letech 2017 a 2018 podstoupila operace. V sezóně 2017 vyhrála turnaj ITF v Shrewsbury. Po něm ovšem klesla na 517. příčku žebříčku WTA. V červnu 2019, kdy figurovala na 356. příčce, postoupila do osmifinále Nature Valley International 2019 v Eastbourne, v němž podlehla Kiki Bertensové.

## Finále na okruhu WTA Tour
| Legenda                                          |
| ------------------------------------------------ |
| D – dvouhra; Č – čtyřhra                         |
| Grand Slam (0)                                   |
| Turnaj mistryň (0)                               |
| Premier Mandatory & Premier 5 / WTA 1000 (0–1 Č) |
| Premier / WTA 500 (1–0 Č)                        |
| International / WTA 250 (0–2 D, 2–2 Č)           |

### Dvouhra: 2 (0–2)
| Stav       | č. | datum          | turnaj          | povrch    | soupeřka ve finále         | výsledek      |
| ---------- | -- | -------------- | --------------- | --------- | -------------------------- | ------------- |
| Finalistka | 1. | 18. října 2015 | Linec, Rakousko | tvrdý (h) | Anastasija Pavljučenkovová | 4–6, 3–6      |
| Finalistka | 2. | 8. března 2020 | Lyon, Francie   | tvrdý (h) | Sofia Keninová             | 2–6, 6–4, 4–6 |

### Čtyřhra: 6 (3–3)
| Stav       | č. | datum           | turnaj                 | povrch     | spoluhráčka           | soupeřky ve finále                                | výsledek         |
| ---------- | -- | --------------- | ---------------------- | ---------- | --------------------- | ------------------------------------------------- | ---------------- |
| Finalistka | 1. | 19. června 2016 | Mallorca, Španělsko    | tráva      | Laura Siegemundová    | Gabriela Dabrowská María José Martínez Sánchezová | 4–6, 2–6         |
| Vítězka    | 1. | 28. dubna 2019  | Stuttgart, Německo     | antuka (h) | Mona Barthelová       | Anastasija Pavljučenkovová Lucie Šafářová         | 2–6, 6–3, [10–6] |
| Finalistka | 2. | 20. září 2020   | Řím, Itálie            | antuka     | Ioana Raluca Olaruová | Sie Šu-wej Barbora Strýcová                       | 2–6, 2–6         |
| Finalistka | 3. | 10. dubna 2021  | Bogotá, Kolumbie       | antuka     | Mihaela Buzărnescuová | Elixane Lechemiová Ingrid Neelová                 | 3–6, 4–6         |
| Vítězka    | 2. | 2. října 2021   | Nur-Sultan, Kazachstán | tvrdý (h)  | Monica Niculescuová   | Angelina Gabujevová Anastasija Zacharovová        | 6–2, 4–6, [10–5] |
| Vítězka    | 3. | červenec 2022   | Varšava, Polsko        | antuka     | Anna Danilinová       | Katarzyna Kawaová Alicja Rosolská                 | 6–4, 5–7, [10–5] |

## Finále série WTA 125
| Legenda                  |
| ------------------------ |
| D – dvouhra; Č – čtyřhra |
| WTA 125 (1–1 D; 0–1 Č)   |

### Dvouhra: 2 (1–1)
| Stav       | č. | datum           | turnaj                     | povrch | soupeřka ve finále | výsledek |
| ---------- | -- | --------------- | -------------------------- | ------ | ------------------ | -------- |
| Vítězka    | 1. | 1. září 2014    | Su-čou, ČLR                | tvrdý  | Tuan Jing-jing     | 6–1, 6–3 |
| Finalistka | 1. | 14. března 2016 | San Antonio, Spojené státy | tvrdý  | Misaki Doiová      | 4–6, 2–6 |

### Čtyřhra: 1 (0–1)
| Stav       | č. | datum              | turnaj               | povrch      | spoluhráčka            | soupeřky ve finále                     | výsledek |
| ---------- | -- | ------------------ | -------------------- | ----------- | ---------------------- | -------------------------------------- | -------- |
| Finalistka | 1. | 10. listopadu 2013 | Tchaj-pej, Tchaj-wan | koberec (h) | Alison Van Uytvancková | Caroline Garciaová Jaroslava Švedovová | 3–6, 3–6 |

## Finále na okruhu ITF
| Dotace turnajů okruhu ITF | Dotace turnajů okruhu ITF |
| ------------------------- | ------------------------- |
| 100 000 $ tournaments     | 80 000 $ tournaments      |
| 75 000 $ tournaments      | 60 000 $ tournaments      |
| 50 000 $ tournaments      | 25 000 $ tournaments      |
| 15 000 $ tournaments      | 10 000 $ tournaments      |

### Dvouhra: 19 (13–6)
| Stav       | č.  | datum              | turnaj                           | povrch    | soupeřka ve finále        | výsledek           |
| ---------- | --- | ------------------ | -------------------------------- | --------- | ------------------------- | ------------------ |
| Finalistka | 1.  | 11. dubna 2011     | Bol, Chorvatsko                  | antuka    | Evelyn Mayrová            | 6–7(3–7), 2–6      |
| Finalistka | 2.  | 17. října 2011     | Antalya, Turecko                 | antuka    | Diana Enacheová           | 4–6, 2–6           |
| Finalistka | 3.  | 14. listopadu 2011 | Équeurdreville, Francie          | tvrdý     | Maryna Zanevská           | 4–6, 2–6           |
| Vítězka    | 1.  | 12. března 2012    | Astana, Kazachstán               | tvrdý (h) | Jekatěrina Jašinová       | 6–4, 6–3           |
| Finalistka | 4.  | 26. března 2012    | Antalya, Turecko                 | antuka    | Anna Karolína Schmiedlová | 6–7(5–7), 4–6      |
| Finalistka | 5.  | 2. dubna 2012      | Antalya, Turecko                 | tvrdý     | Anna Karolína Schmiedlová | 5–7, 2–6           |
| Vítězka    | 2.  | 21. května 2012    | Velenje, Slovinsko               | antuka    | Agnese Zucchiniová        | 6–1, 6–3           |
| Vítězka    | 3.  | 28. května 2012    | Maribor, Slovinsko               | antuka    | Teliana Pereirová         | 2–6, 7–6(7–1), 6–2 |
| Vítězka    | 4.  | 11. června 2012    | Padova, Itálie                   | antuka    | Corinna Dentoniová        | 6–2, 6–2           |
| Vítězka    | 5.  | 9. července 2012   | Aschaffenburg, Německo           | antuka    | Kathrin Wörleová          | 6–4, 2–6, 6–4      |
| Vítězka    | 6.  | 20. srpna 2012     | Charleroi, Belgie                | antuka    | Angelique van der Meetová | 6–4, 7–6(7–5)      |
| Vítězka    | 7.  | 18. března 2013    | Sunderland, Spojené království   | tvrdý (h) | Alison Van Uytvancková    | 6–2, 7–6(7–4)      |
| Vítězka    | 8.  | 26. srpna 2013     | Kazaň, Rusko                     | tvrdý     | Marta Sirotkinová         | 6–2, 6–3           |
| Vítězka    | 9.  | 9. září 2013       | Trabzon, Turecko                 | tvrdý     | Julia Bejgelzimerová      | 4–6, 6–3, 6–3      |
| Vítězka    | 10. | 23. září 2013      | Loughborough, Spojené království | tvrdý (h) | Alison Van Uytvancková    | 6–3, 6–0           |
| Vítězka    | 11. | 15. června 2015    | Ilkley, Spojené království       | tráva     | Magda Linetteová          | 5–7, 6–3, 6–1      |
| Vítězka    | 12. | listopad 2017      | Shrewsbury, Spojené království   | tvrdý (h) | Lesley Kerkhoveová        | 6–4, 6–2           |
| Finalistka | 6.  | září 2019          | Roehampton, Spojené království   | tvrdý     | Nuria Párrizas Díazová    | 2-6, 7-5, 5-7      |
| Vítězka    | 13. | září 2019          | Roehampton, Spojené království   | tvrdý     | Indy de Vroomeová         | 6–3, 6–3           |

### Čtyřhra: 5 (3–2)
| Stav       | č. | datum             | turnaj                     | povrch    | spoluhráčka            | soupeřky ve finále                         | výsledek              |
| ---------- | -- | ----------------- | -------------------------- | --------- | ---------------------- | ------------------------------------------ | --------------------- |
| Vítězka    | 1. | 13. února 2012    | Leimen, Německo            | tvrdý (h) | Julia Kimmelmannová    | Elyne Boeykensová Jana Nabelová            | 6–1, 7–6(7–4)         |
| Vítězka    | 2. | 21. května 2012   | Velenje, Slovinsko         | antuka    | Vanda Lukácsová        | Anja Prislanová Dejana Raickovicová        | 7–6(7–3), 5–7, [10–4] |
| Finalistka | 1. | 28. května 2012   | Maribor, Slovinsko         | antuka    | Karen Barbatová        | Elena Bogdanová Kathrin Wörleová           | 2–6, 6–2, [5–10]      |
| Vítězka    | 3. | 25. března 2013   | Croissy-Beaubourg, Francie | tvrdý (h) | Alison Van Uytvancková | Stéphanie Foretz Gaconová Eva Hrdinová     | 6–3, 6–4              |
| Finalistka | 2. | 21. července 2014 | Astana, Kazachstán         | tvrdý     | Michaela Boevová       | Vitalija Ďjačenková Margarita Gasparjanová | 4–6, 1–6              |